# Trichonta lucida
Trichonta lucida är en tvåvingeart som beskrevs av Gagne 1981. Trichonta lucida ingår i släktet Trichonta och familjen svampmyggor.
Artens utbredningsområde är Indiana. Inga underarter finns listade i Catalogue of Life.